# Feliks Koelov

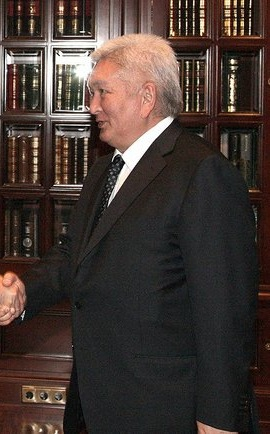
Koelov in 2010

Feliks Sjarsjenbajevitsj Koelov (Russisch: Феликс Шаршенбаевич Кулов) (Froenze, 29 oktober 1948) was van 1 september 2005 tot 29 januari 2007 premier van Kirgizië. Hij is de leider van de Kirgizische politieke partij Ar-Namys (waardigheidspartij) en de voorzitter van het Volkscongres van Kirgizië, een verkiezingsverbond tussen Ar-Namys en andere partijen.
Koelov had na de onafhankelijkheid de leiding van de Centrale Bank, maar trad af na onenigheid over de goudreserves van het land. Hij behield echter de steun van president Akajev en werd later vice-premier, minister van staatsveiligheid en burgemeester van de hoofdstad Bisjkek. Uiteindelijk viel hij in ongenade en werd gevangengezet.
Tijdens de Tulpenrevolutie kwam Koelov weer vrij. Na de verkiezingen benoemde de nieuwe president Kurmanbek Bakijev hem tot premier. In 2006 nam het parlement een aantal wijzigingen aan van de grondwet, waardoor een deel van de presidentiële bevoegdheden zouden overgaan naar regering en premier. Daarop ontsloeg Bakijev begin 2007 Koelov. Daarbij zouden ook regionale tegenstellingen een rol hebben gespeeld: de president komt uit het zuiden en de populaire Koelov uit het noorden van het land.